# بحيرة إيرو
بحيرة إيرو ( (بالفرنسية: Lac Iro)‏ ) هي بحيرة دائرية الشكل في منطقة موين شاري في جنوب شرق تشاد . وتتغذى في أشهر الصيف والخريف من الذراع الشرقي لبحر سلامات ، الذي يمتد على بعد سبعة كيلومترات جنوب غرب البحيرة. البحيرة حوالي 100 كيلومتر شمال الحدود مع جمهورية أفريقيا الوسطى . وهي دائرية تقريبًا، وطول 13 كيلومترًا وعرضها 11 كيلومترًا. يمكن أن تجف تمامًا، خلال موسم الجفاف.
ويشتبه في أنها فوهة صدمية .

## روابط خارجية
- http://www.geonames.org/2431230/lac-iro.html